# Koralhavet
Koralhavet er den del af Stillehavet som omkranses af Vanuatu, Ny Kaledonien, østkysten af Australien og sydøstkysten af Ny-Guinea. I syd trækkes grænsen mod Tasmanske Hav ved 30°S. Koralhavet har fået sit navn efter verdens største koralrev, Great Barrier Reef. 
Under 2. verdenskrig blev Slaget om Koralhavet udkæmpet her.